# Ebersheim
Pour l’article homonyme, voir Mainz-Ebersheim.
Ebersheim [ebəʁsaim] est une commune française située dans la circonscription administrative du Bas-Rhin et, depuis le 1er janvier 2021, dans le territoire de la Collectivité européenne d'Alsace, en région Grand Est.
Cette commune se trouve dans la région historique et culturelle d'Alsace.

## Géographie

### Localisation
Cette commune se situe près de Sélestat (berceau de l’humanisme) le long de la RD 1083 qui mène de Strasbourg à Colmar. 
Ebersheim se trouve au cœur d'un réseau de rivières (l'Ill, le Giessen et leurs affluents).

### Communes limitrophes
| Epfig            | Kogenheim | Ebersmunster |
| Dambach-la-Ville | Ebersheim | Hilsenheim   |
| Scherwiller      | Sélestat  | Muttersholtz |

### Hydrographie

#### Réseau hydrographique
La commune est dans le bassin versant du Rhin au sein du bassin Rhin-Meuse. Elle est drainée par l'Ill, le Giessen, le ruisseau la Scheer, le ruisseau l'Aubach, le ruisseau le Daechertsgraben, le ruisseau le Muhlbach et le ruisseau le Muhlbach d'Ebermunster,.
L'Ill, d'une longueur de 217 km, prend sa source dans la commune de Winkel et se jette  dans le Grand Canal d'Alsace à Offendorf, après avoir traversé 68 communes. Les caractéristiques hydrologiques de l'Ill sont données par la station hydrologique située sur la commune de Kogenheim. Le débit moyen mensuel est de 35,6 m3/s. Le débit moyen journalier maximum est de 262 m3/s, atteint lors de la crue du 7 janvier 2018. Le débit instantané maximal est quant à lui de 283 m3/s, atteint le 6 janvier 2018.
Le Giessen, d'une longueur de 34 km, prend sa source dans la commune de Urbeis et se jette  dans l'Ill à Ebersmunster, après avoir traversé 18 communes. Les caractéristiques hydrologiques du Giessen sont données par la station hydrologique située sur la commune de Sélestat. Le débit moyen mensuel est de 3,23 m3/s. Le débit moyen journalier maximum est de 125 m3/s, atteint lors de la crue du 15 février 1990. Le débit instantané maximal est quant à lui de 153 m3/s, atteint le même jour.

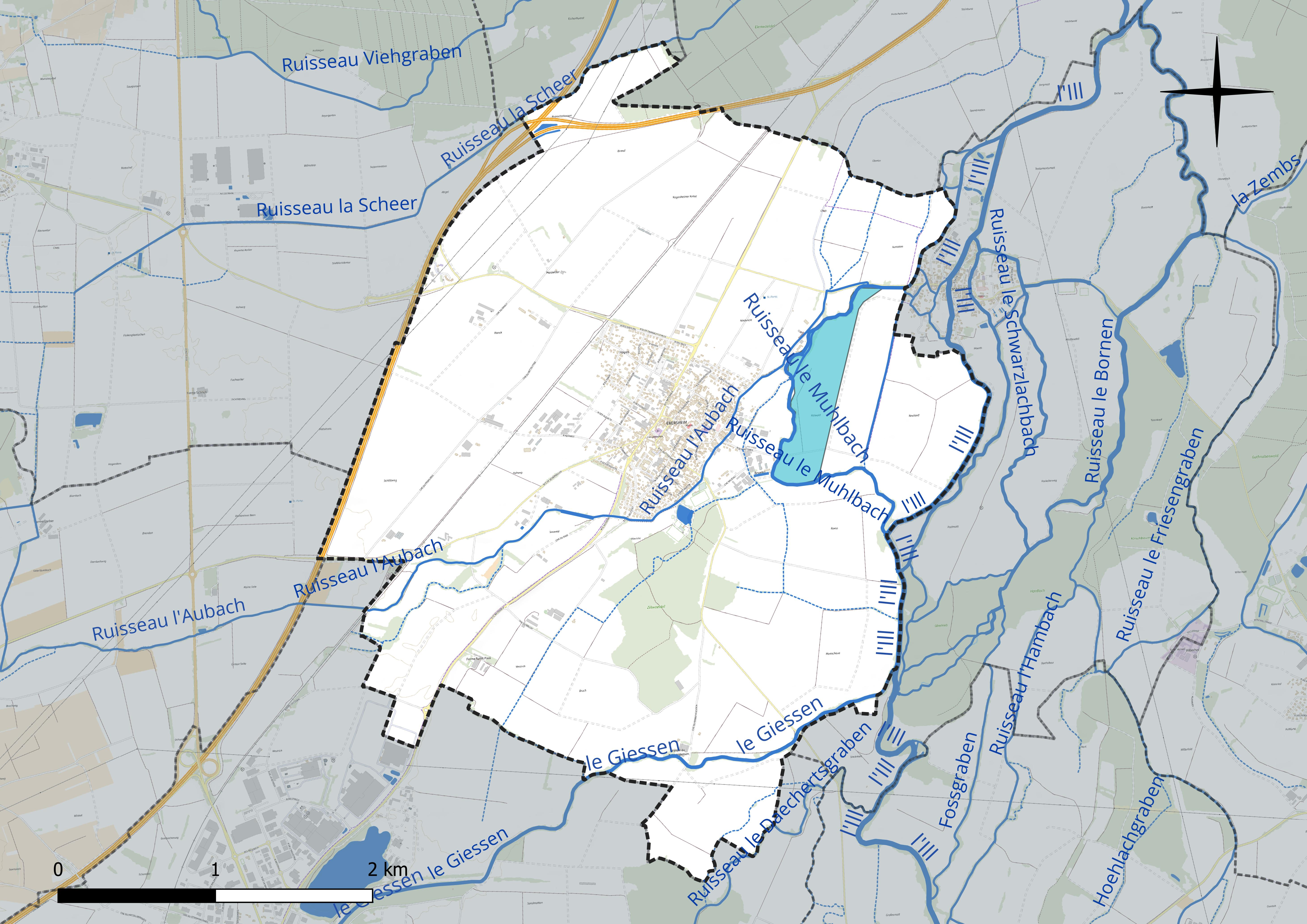
Réseau hydrographique d'Ebersheim.

La Scheer, d'une longueur de 40 km, prend sa source dans la commune de Scherwiller et se jette  dans l'Andlau à Fegersheim, après avoir traversé 20 communes. 
L'Aubach, d'une longueur de 13 km, prend sa source dans la commune de Scherwiller et se jette  dans l'Ill à Ebersmunster, après avoir traversé cinq communes. 

#### Gestion et qualité des eaux
Le territoire communal est couvert par le schéma d'aménagement et de gestion des eaux (SAGE) « Giessen Liepvrette ». Ce document de planification concerne les bassins versants du Giessen et de la Lièpvrette.  Son périmètre s’étend sur 317 km2. Il a été approuvé le 13 avril 2016. La structure porteuse de l'élaboration et de la mise en œuvre est le Syndicat des eaux et de l'assainissement Alsace Moselle. 
La qualité des cours d’eau peut être consultée sur un site dédié géré par les agences de l’eau et l’Agence française pour la biodiversité.

#### Risques d'inondation
La vallée de l'Ill comme l'ensemble du département a connu plusieurs inondations importantes. On peut citer au 20e siècle, les crues de 1910, 1919, 1947, 1955, 1983 et 1990 notamment qui ont causé de nombreux dégâts (destructions de ponts, inondations de zones industrielles et d’ agglomérations). Les inondations de l'Ill ont lieu essentiellement en période hivernale et printanière à la suite de pluies abondantes parfois associées à la fonte du manteau neigeux. Les crues de 1983 et de 1990 ont présenté une période de retour entre 20 et 50 ans. Afin d'anticiper et de gérer une éventuelle inondation, un Plan de prévention des risques d'inondation de l'lll  a été approuvé par arrêté préfectoral le 30 janvier 2020. Sur le territoire communal, seuls les quartiers situés à l'est du village entre la rue des Francs, le quai des Pêcheurs, la rue Saint Martin et la rivière de l'Aubach, ainsi que des exploitations agricoles, sont concernés par les zones inondables. L’Est du territoire d'Ebersheim présente surtout un caractère naturel et agricole destiné à l’expansion des crues.

### Climat
Pour des articles plus généraux, voir Climat du Grand Est et Climat du Bas-Rhin.
En 2010, le climat de la commune est de type climat des marges montargnardes, selon une étude du Centre national de la recherche scientifique s'appuyant sur une série de données couvrant la période 1971-2000. En 2020, Météo-France publie une typologie des climats de la France métropolitaine dans laquelle la commune est exposée à un climat semi-continental et est dans la région climatique  Alsace, caractérisée par une pluviométrie faible, particulièrement en automne et en hiver, un été chaud et bien ensoleillé, une humidité de l’air basse au printemps et en été, des vents faibles et des brouillards fréquents en automne (25 à 30 jours). 
Pour la période 1971-2000, la température annuelle moyenne est de 10,6 °C, avec une amplitude thermique annuelle de 17,8 °C. Le cumul annuel moyen de précipitations est de 461 mm, avec 7,1 jours de précipitations en janvier et 9,8 jours en juillet. Pour la période 1991-2020, la température moyenne annuelle observée sur la station météorologique de Météo-France la plus proche, « Selestat Sa », sur la commune de Sélestat à 6 km à vol d'oiseau, est de 11,4 °C et le cumul annuel moyen de précipitations est de 621,1 mm. 
La température maximale relevée sur cette station est de 39,3 °C, atteinte le 13 août 2003 ; la température minimale est de −17 °C, atteinte le 20 décembre 2009,,. 
Les paramètres climatiques de la commune ont été estimés pour le milieu du siècle (2041-2070) selon différents scénarios d'émission de gaz à effet de serre à partir des nouvelles projections climatiques de référence DRIAS-2020. Ils sont consultables sur un site dédié publié par Météo-France en novembre 2022.

## Urbanisme

### Typologie
Au 1er janvier 2024, Ebersheim est catégorisée bourg rural, selon la nouvelle grille communale de densité à sept niveaux définie par l'Insee en 2022.
Elle appartient à l'unité urbaine d'Ebersheim, une unité urbaine monocommunale constituant une ville isolée,. Par ailleurs la commune fait partie de l'aire d'attraction de Sélestat, dont elle est une commune de la couronne,. Cette aire, qui regroupe 37 communes, est catégorisée dans les aires de 50 000 à moins de 200 000 habitants,.

### Occupation des sols
L'occupation des sols de la commune, telle qu'elle ressort de la base de données européenne d’occupation biophysique des sols Corine Land Cover (CLC), est marquée par l'importance des territoires agricoles (89 % en 2018), une proportion sensiblement équivalente à celle de 1990 (89,3 %). La répartition détaillée en 2018 est la suivante : 
terres arables (60,4 %), zones agricoles hétérogènes (27,6 %), zones urbanisées (6,5 %), forêts (4,5 %), prairies (0,9 %). L'évolution de l’occupation des sols de la commune et de ses infrastructures peut être observée sur les différentes représentations cartographiques du territoire : la carte de Cassini (XVIIIe siècle), la carte d'état-major (1820-1866) et les cartes ou photos aériennes de l'IGN pour la période actuelle (1950 à aujourd'hui).

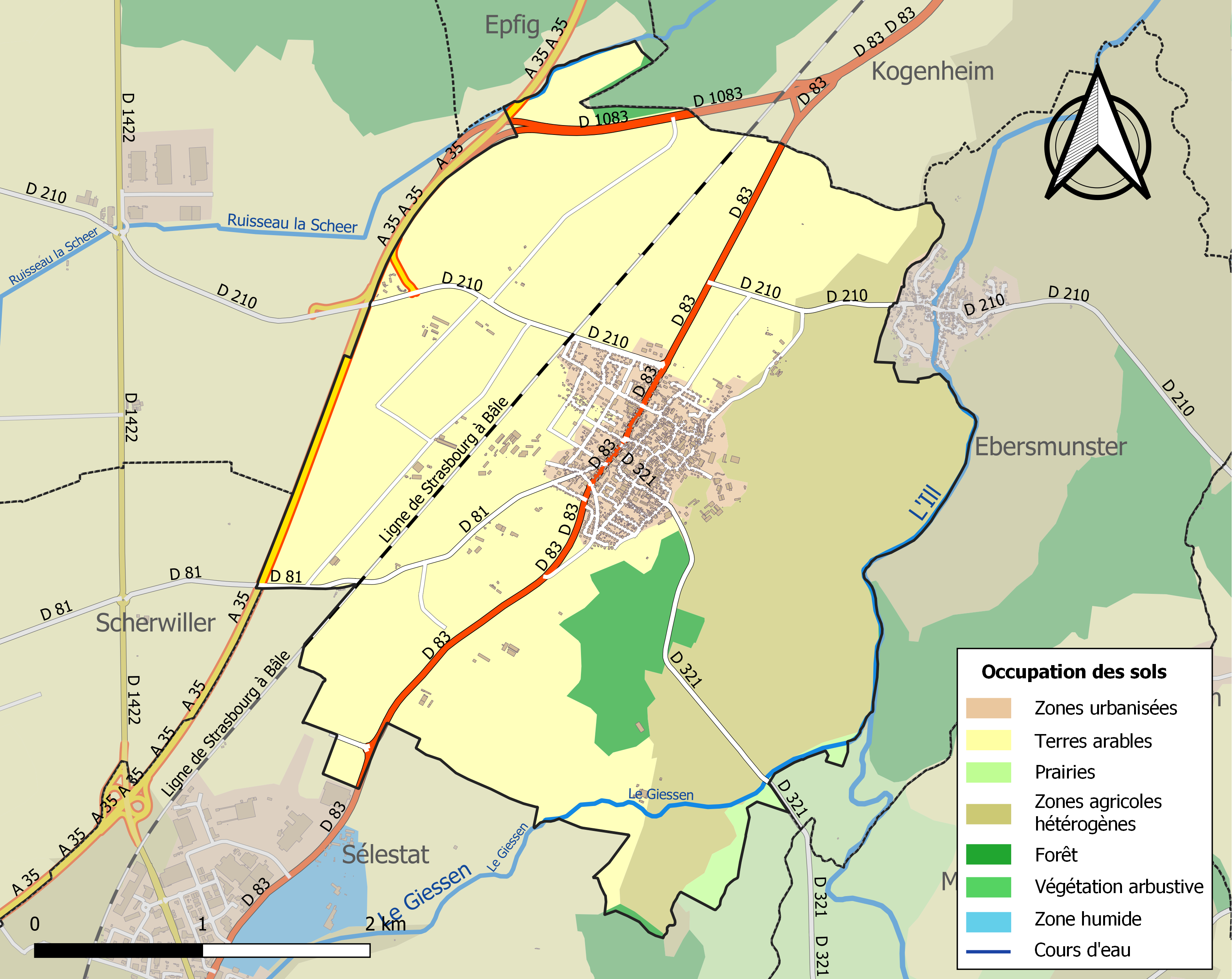
Carte des infrastructures et de l'occupation des sols de la commune en 2018 (CLC).

### Transports en commun
La commune d'Ebersheim dispose d'une gare ferroviaire SNCF. Celle-ci est desservie par les trains TER Alsace (ligne de Strasbourg à Mulhouse-Ville).
Le réseau des transports urbains de Sélestat TIS( Elsa depuis le  1er janvier 2025° est également accessible (ligne A) avec quatre arrêts de bus : Cimetière, Chapelle Notre Dame, Mairie et RN83.

## Histoire
L'origine du nom comme Ebersmuster  vient  l'abbé Eberhat situé sur l'Il. Le premier nom du village est Ebroteheim en 726. il a porter d'autre non comme Ebrirshiem en 1127 et Ebrishiem  en 1219. Le nom actuel est apparue pour la première fois en 1442. Les premier habitant ce sont etablit au VIe siècle.  Le village à été détruit plusieur fois  surtout pendant les guerres mondiales et en 1444.[réf. nécessaire]

## Politique et administration

### Liste des maires
| Période   | Période                    | Identité                                   | Étiquette    | Qualité                                                       |
| --------- | -------------------------- | ------------------------------------------ | ------------ | ------------------------------------------------------------- |
| 1803      | 1806                       | François Fackler                           |              | Cultivateur                                                   |
| 1806      | 1812                       | Xavier Ringeissen                          |              | Cultivateur                                                   |
| 1812      | 1813                       | François-Joseph Ringeissen                 |              | Cultivateur                                                   |
| 1813      | 1816                       | François Spitz                             |              | Cultivateur                                                   |
| 1816      | 1823                       | Xavier Ringeissen (2eme période)           |              | Cultivateur et propriétaire                                   |
| 1823      | 1830                       | Louis Houlion                              |              | Officier de santé                                             |
| 1830      | 1831                       | Matthieur Rohmer                           |              | Propriétaire et ancien militaire                              |
| 1831      | 1843                       | Joseph-Antoine Metz                        |              | Propriétaire et aubergiste                                    |
| 1843      | 1852                       | Ignace Kientz                              |              | Charron                                                       |
| 1852      | 1865                       | Joseph Issele                              |              | Charron                                                       |
| 1865      | 1877                       | Ignace Kientz (fils)                       |              | Charron                                                       |
| 1877      | 1902                       | Marcellin Lanus                            |              | Cultivateur                                                   |
| 1902      | 1917                       | Xavier Butze                               |              | Cultivateur                                                   |
| 1917      | 1931                       | Camille Ringeissen                         |              | Cultivateur                                                   |
| 1931      | 1940                       | Alphonse Frey                              |              | Cultivateur                                                   |
| 1940      | 1945                       | Léon Ignace Spitz                          |              | Boulanger                                                     |
| 1945      | 1947                       | Léon Lorber                                |              | Cultivateur                                                   |
| 1947      | 1977                       | Paul Spitz                                 |              | Vice-président du SIVOM de Sélestat et environs & Cultivateur |
| mars 1977 | mars 2001                  | Jean-Jacques Meneghetti                    | UDF (CDS/FD) | Professeur de Lycée                                           |
| mars 2001 | mars 2014                  | Jean-Martin Kientz                         | PS           | Agriculteur                                                   |
| mars 2014 | En cours (au 24 juin 2024) | Michel Wira Réélu pour le mandat 2020-2026 | DVD          | Retraité                                                      |

## Population et société

### Démographie
L'évolution du nombre d'habitants est connue à travers les recensements de la population effectués dans la commune depuis 1793. Pour les communes de moins de 10 000 habitants, une enquête de recensement portant sur toute la population est réalisée tous les cinq ans, les populations de référence des années intermédiaires étant quant à elles estimées par interpolation ou extrapolation. Pour la commune, le premier recensement exhaustif entrant dans le cadre du nouveau dispositif a été réalisé en 2006.

En 2022, la commune comptait 2 295 habitants, en évolution de +2,5 % par rapport à 2016 (Bas-Rhin : +3,17 %, France hors Mayotte : +2,11 %).
| 1793  | 1800  | 1806  | 1821  | 1831  | 1836  | 1841  | 1846  | 1851  |
| ----- | ----- | ----- | ----- | ----- | ----- | ----- | ----- | ----- |
| 1 270 | 1 329 | 1 268 | 1 566 | 1 779 | 1 792 | 1 694 | 1 690 | 1 775 |

| 1856  | 1861  | 1866  | 1871  | 1875  | 1880  | 1885  | 1890  | 1895  |
| ----- | ----- | ----- | ----- | ----- | ----- | ----- | ----- | ----- |
| 1 887 | 1 992 | 1 874 | 1 752 | 1 740 | 1 768 | 1 834 | 1 895 | 1 866 |

| 1900  | 1905  | 1910  | 1921  | 1926  | 1931  | 1936  | 1946  | 1954  |
| ----- | ----- | ----- | ----- | ----- | ----- | ----- | ----- | ----- |
| 1 820 | 1 857 | 1 802 | 1 636 | 1 712 | 1 657 | 1 697 | 1 635 | 1 603 |

| 1962  | 1968  | 1975  | 1982  | 1990  | 1999  | 2006  | 2011  | 2016  |
| ----- | ----- | ----- | ----- | ----- | ----- | ----- | ----- | ----- |
| 1 626 | 1 624 | 1 635 | 1 597 | 1 675 | 1 854 | 1 952 | 2 222 | 2 239 |

| 2021  | 2022  | - | - | - | - | - | - | - |
| ----- | ----- | - | - | - | - | - | - | - |
| 2 291 | 2 295 | - | - | - | - | - | - | - |

## Culture locale et patrimoine

### Lieux et monuments

#### L'église baroque Saint-Martin
Église du XVIIIe siècle.

### Galerie

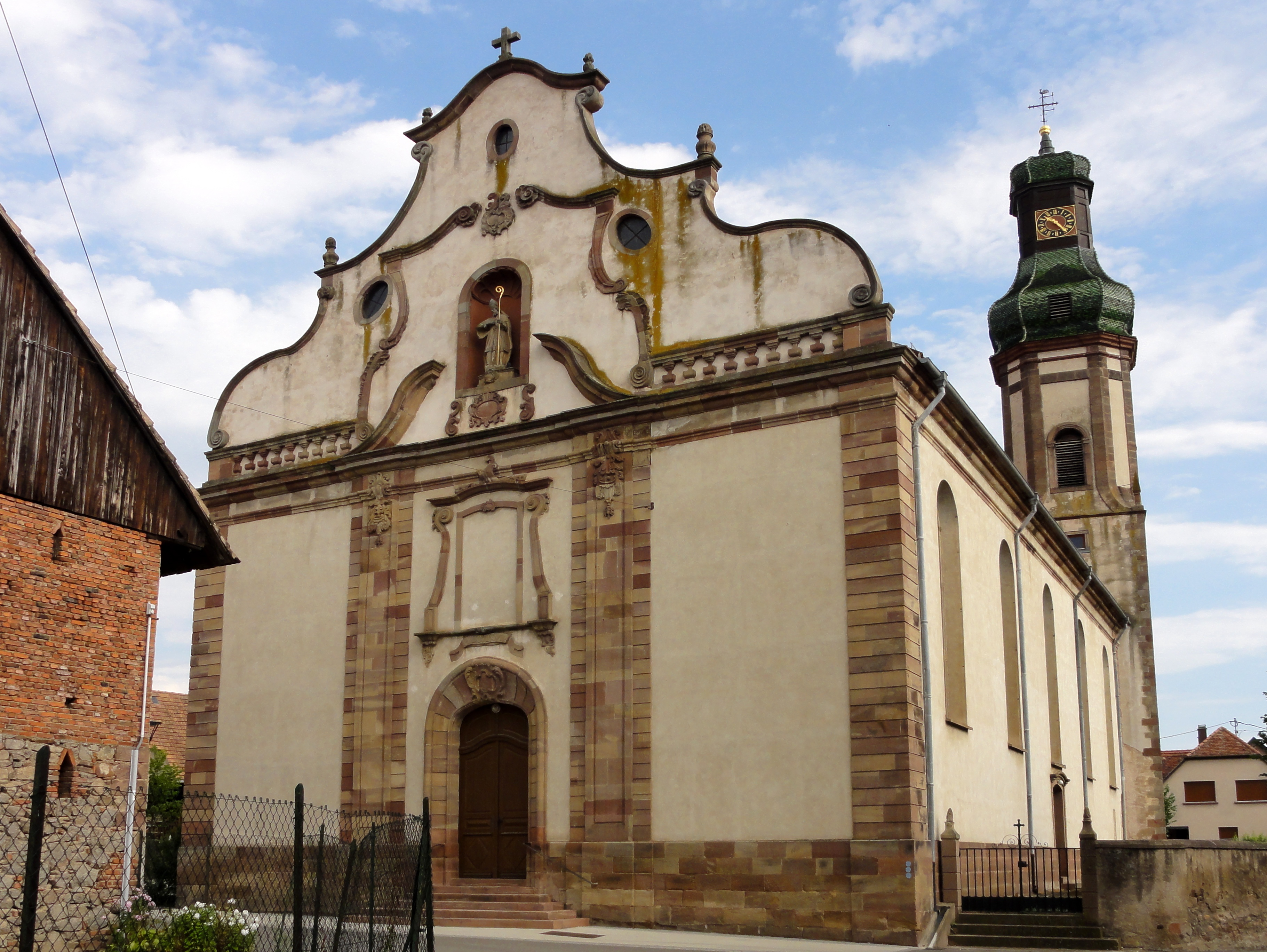
L'église Saint-Martin d'Ebersheim.
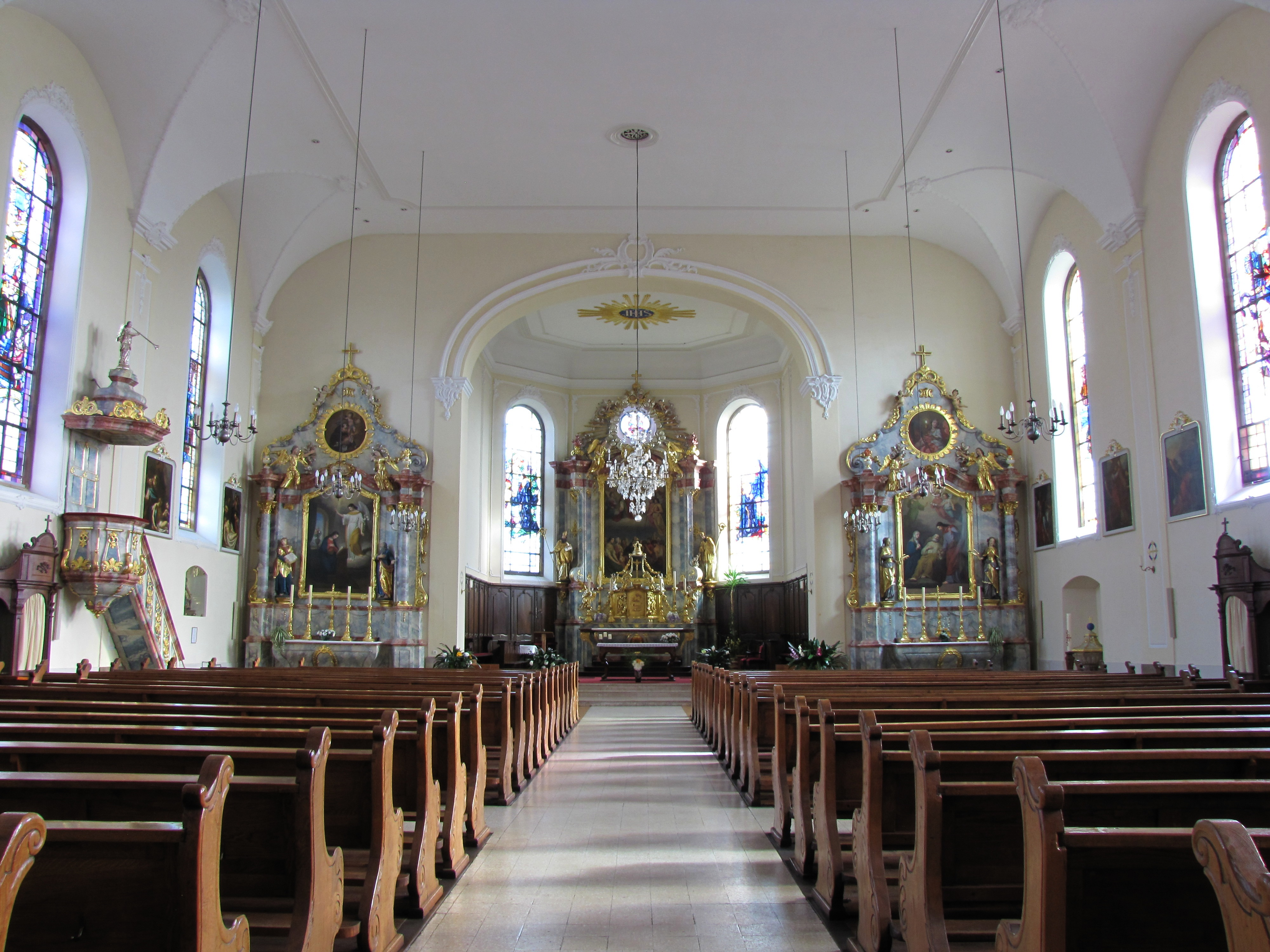
Vue intérieure de la nef vers le chœur.
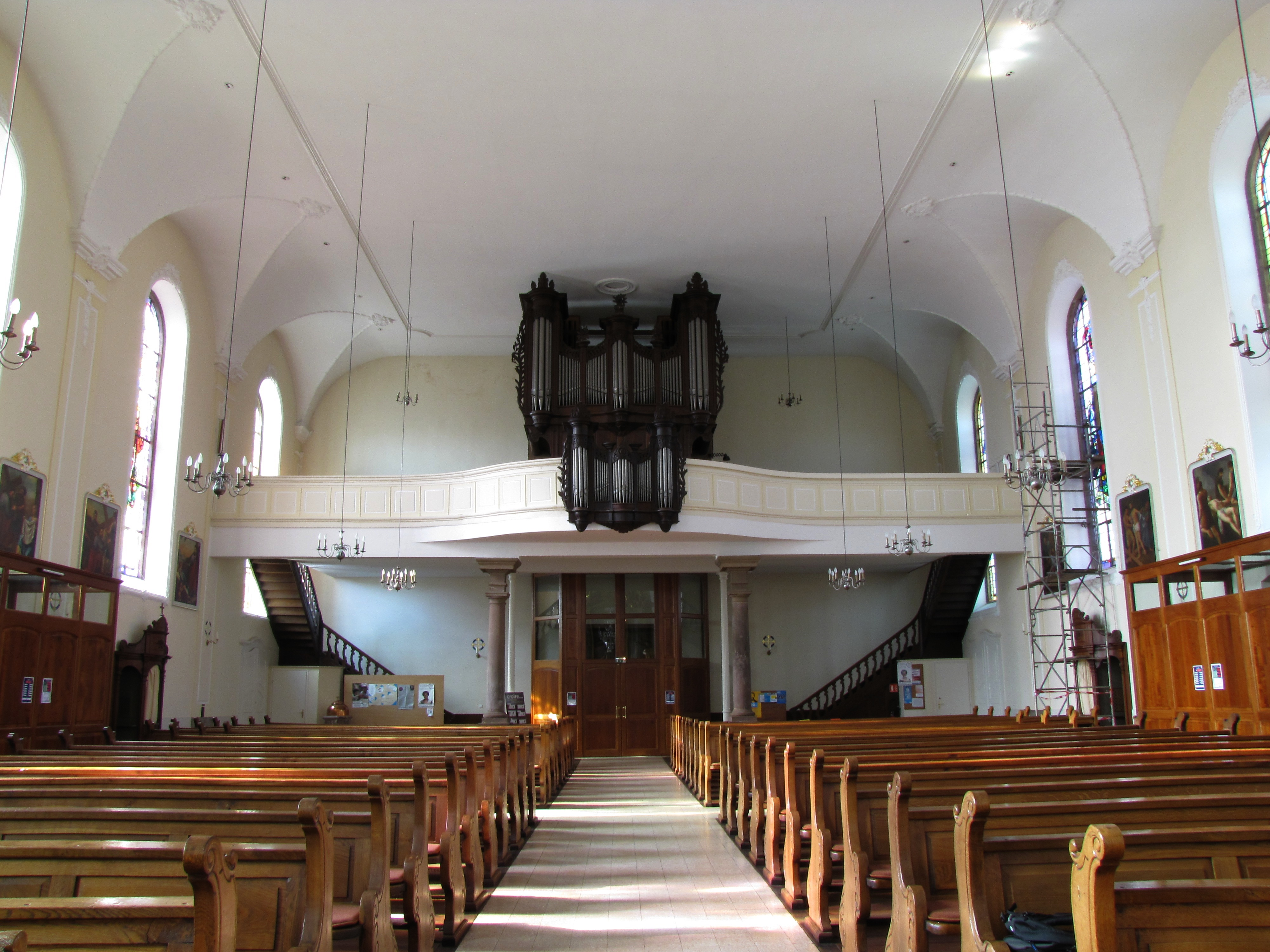
Vue intérieure de la nef vers la tribune d'orgue.
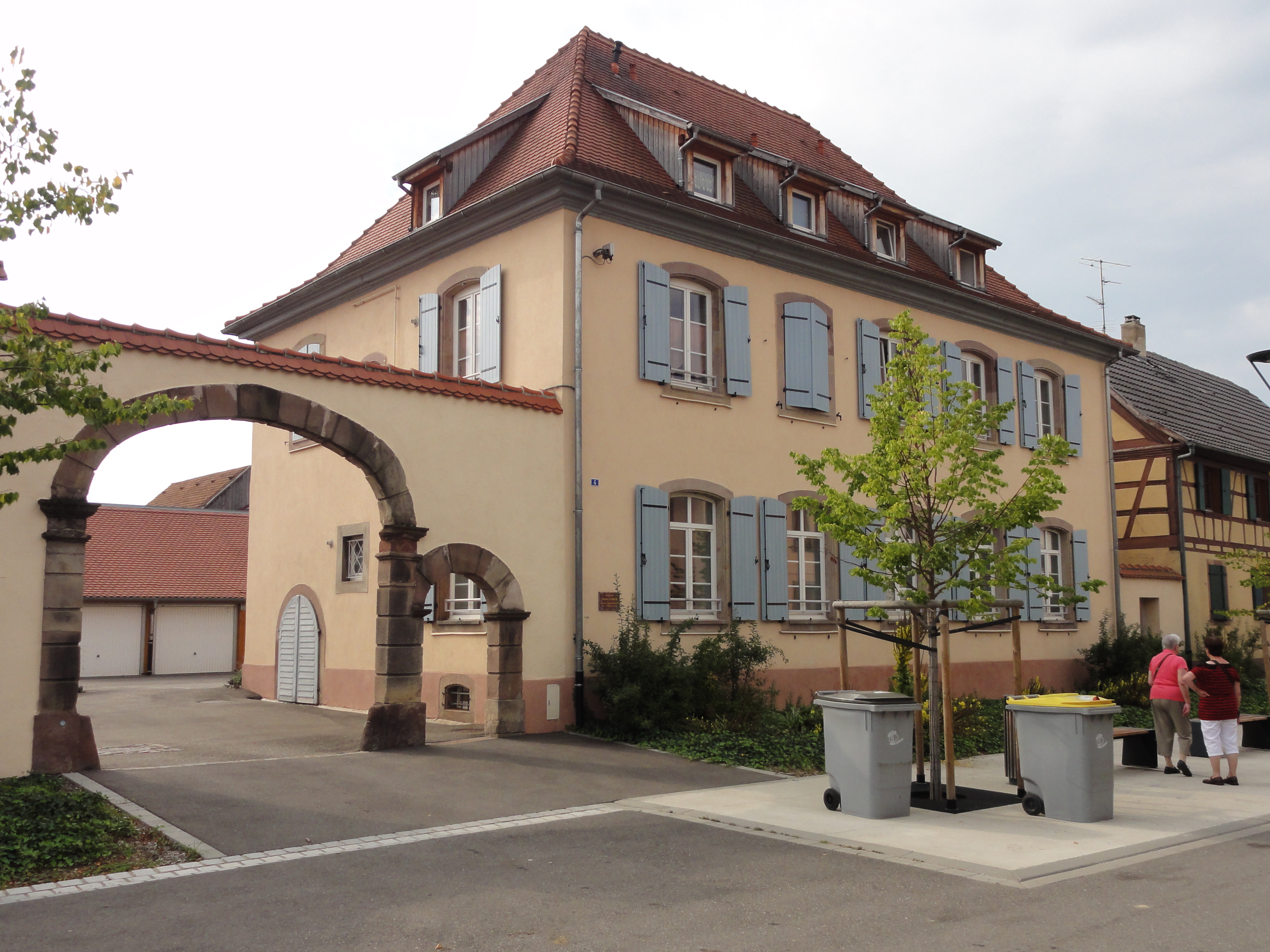
Presbytère (XVIIIe siècle), 4 place de la Mairie.
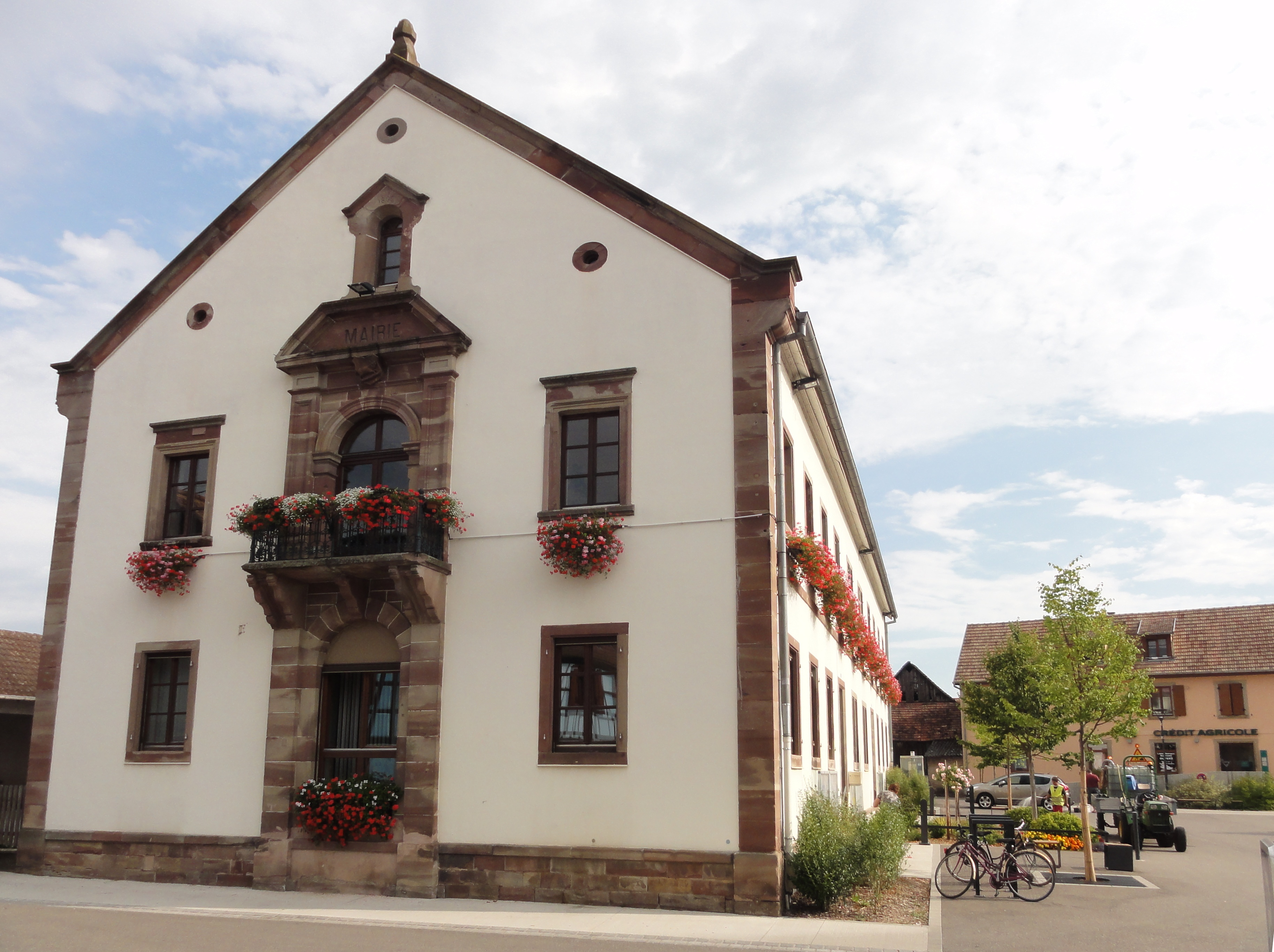
Mairie.
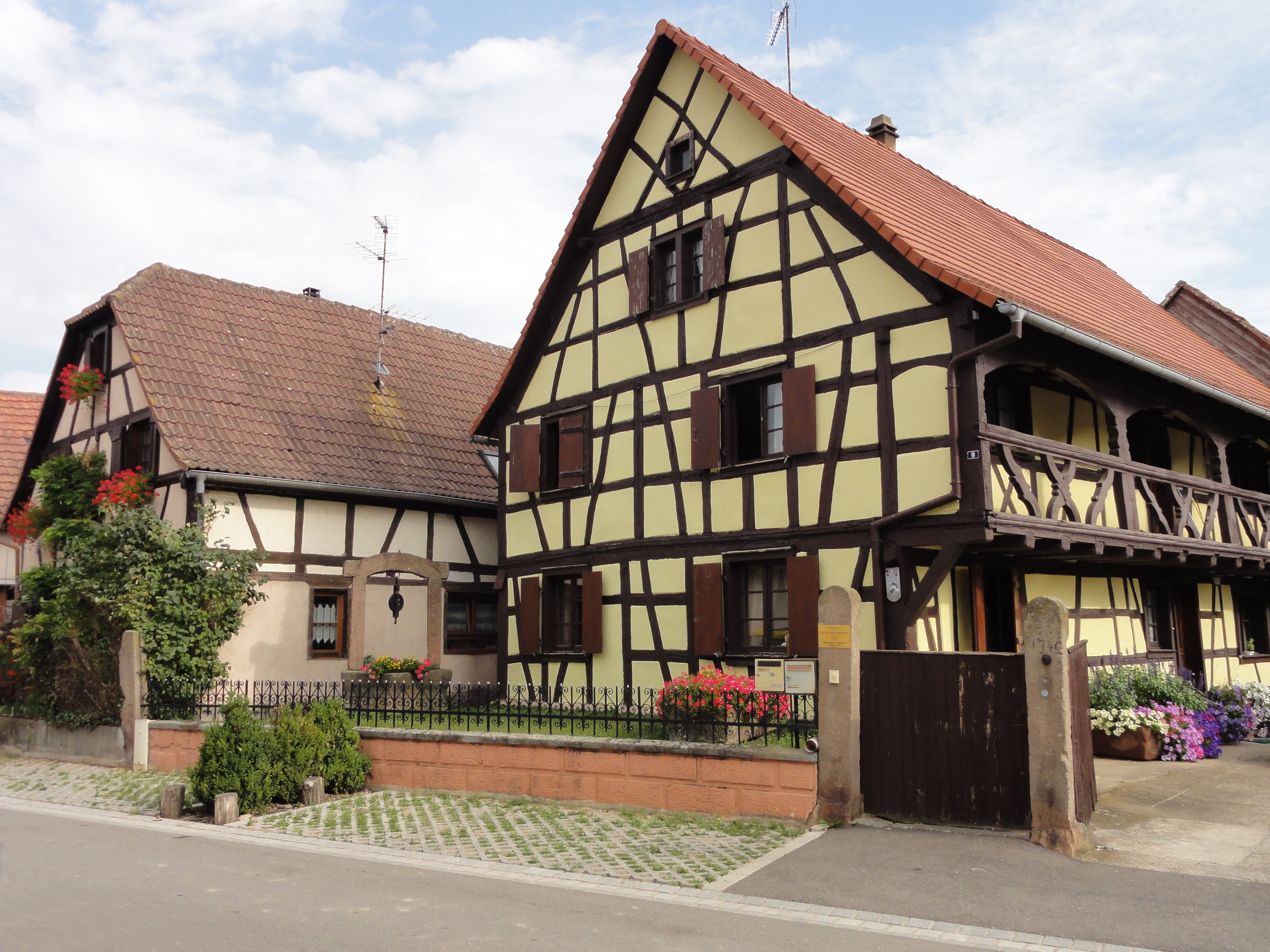
Ferme, 9 rue de l'Église (1746).
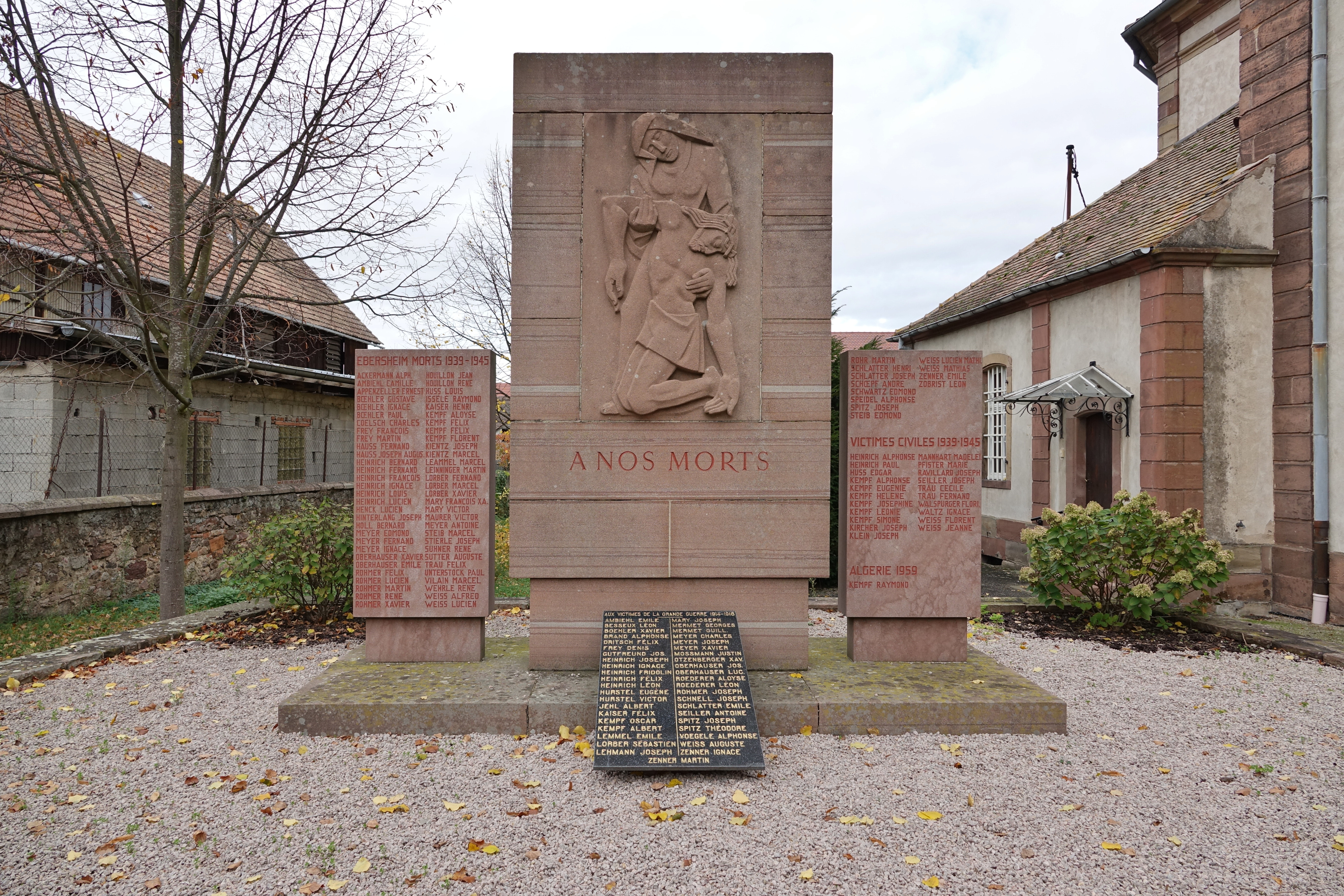
Monument aux morts des deux guerres mondiales et de la guerre d'Algérie.
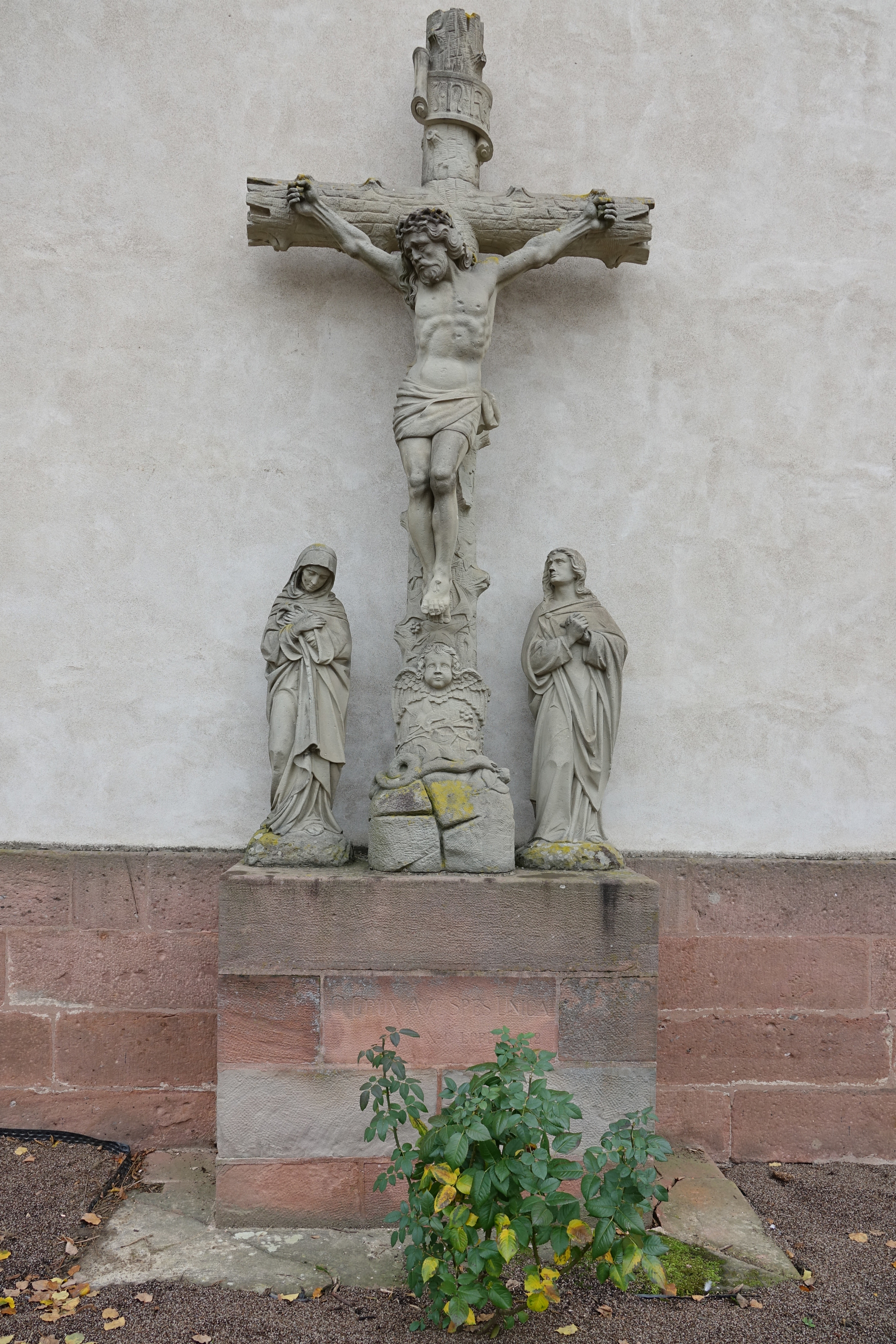
Le calvaire adossé à l'église.
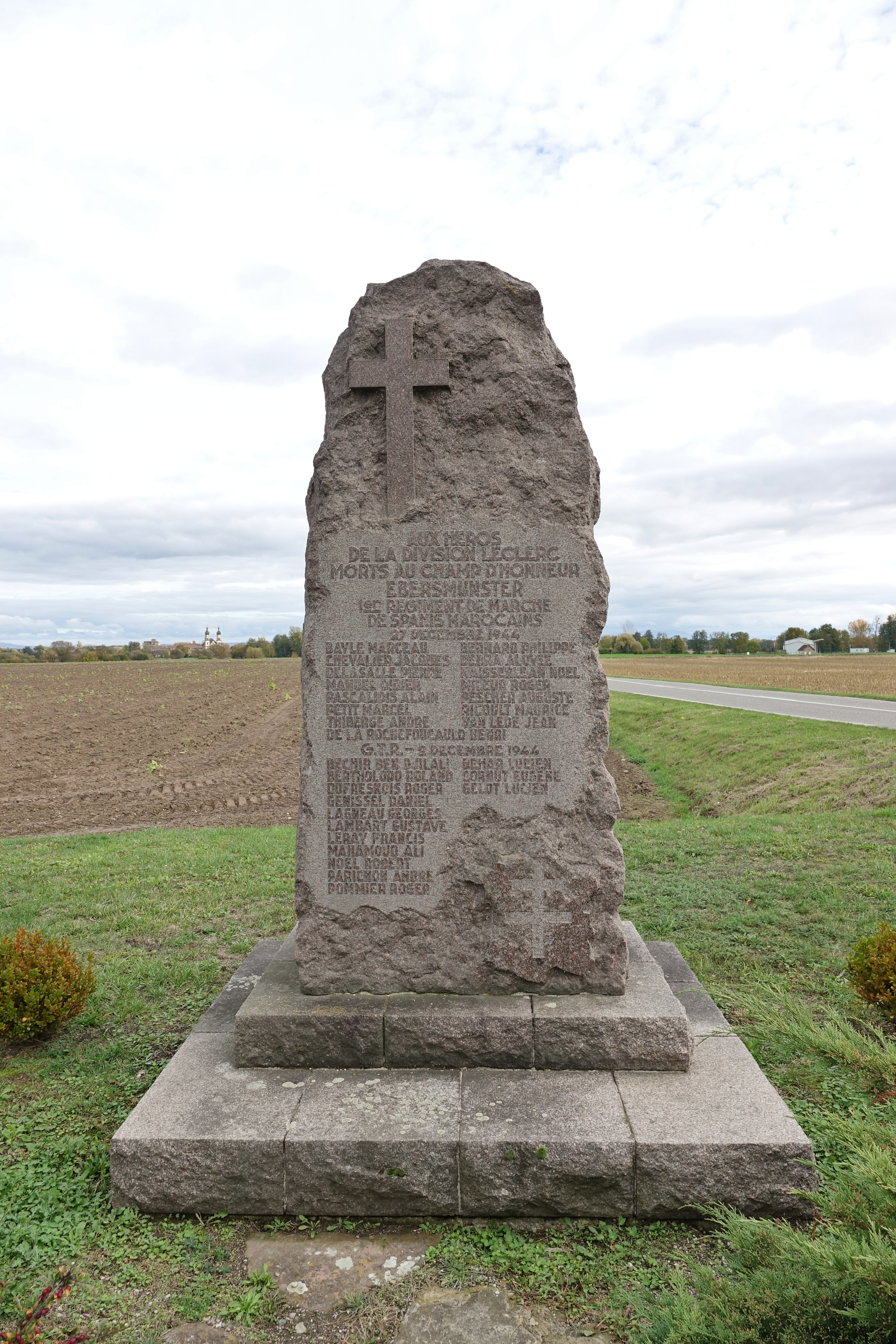
Monument aux héros de la division Leclerc morts au champ d'honneur.

### Personnalités liées à la commune
- Ignace Heinrich (1925-2003), athlète vice-champion olympique, né à Ebersheim.
- Francis Schlatter, né à Ebersheim en 1856, serait à l'origine de miracles.

### Héraldique
| Blason de Ebersheim | Blason  | D'or au sanglier rampant de sable, défendu et onglé d'argent, posé sur un monticule de trois coupeaux de sinople mouvant de la pointe. |
| Blason de Ebersheim | Détails | |